# 2014年马耳他移民海难
2014年9月，国际移民组织宣布，一艘船只于2014年9月11日在马耳他海岸沉没，造成大约500名移民死亡。有九名幸存者。船上的乘客来自叙利亚、巴勒斯坦、埃及和苏丹。这艘船于9月6日离开了埃及杜姆亚特，并于5天后在9月11日沉没。海难中的两名巴勒斯坦幸存者指责走私者在难民不同意转移到另一艘船后故意击沉这艘船。